# Pella recisa
Pella recisa är en skalbaggsart som först beskrevs av Thomas Casey 1911.  Pella recisa ingår i släktet Pella och familjen kortvingar. Inga underarter finns listade i Catalogue of Life.